# Botanophila araeoglossa
Botanophila araeoglossa este o specie de muște din genul Botanophila, familia Anthomyiidae. A fost descrisă pentru prima dată de Huckett în anul 1965. Conform Catalogue of Life specia Botanophila araeoglossa nu are subspecii cunoscute.